# Воинские звания и знаки различия Королевства Египет
Воинское звание Вооруженных сил Королевства Египет  — определяет положение (права, обязанности) военных Вооруженных сил Королевства Египет по отношению к другим военным. Воинское звание присваивалось гражданам как признание их заслуг, особых отличий, служебной квалификации.
Знаками различия военнослужащих по званию в Вооруженных сил Королевства Египет являлись погоны.

## История
В Вооруженных силах Королевства Египет существовала турецко-египетская система воинских званий, введенная в 1922 году. Турецко-египетская система воинских званий (производная от арабского и османского языков) явилась следствием реформ Мухаммеда Али-Паши. Основой формы и знаков различия послужили форма и знака британской армии. Звание Сардара (Сердар) присваивалось британскому Главнокомандующему Египетской армии.
После Июльской революции в Египте в 1952 году и свержения монархии в действие были введены новые военная форма одежды, воинские звания и знаки различия военнослужащих армии Египта. В 1958 году изображение короны как символа Королевства Египет была заменена на Орла Саладина (новый герб) и система турецко-египетских званий была заменена на арабские.

## Воинские звания и знаки отличия
| Воинские звания и знаки отличия офицеров Египетской армии | Воинские звания и знаки отличия офицеров Египетской армии | Воинские звания и знаки отличия офицеров Египетской армии | Воинские звания и знаки отличия офицеров Египетской армии | Воинские звания и знаки отличия офицеров Египетской армии | Воинские звания и знаки отличия офицеров Египетской армии | Воинские звания и знаки отличия офицеров Египетской армии | Воинские звания и знаки отличия офицеров Египетской армии | Воинские звания и знаки отличия офицеров Египетской армии | Воинские звания и знаки отличия офицеров Египетской армии | Воинские звания и знаки отличия офицеров Египетской армии |
| Второй лейтенант                                          | Лейтенант                                                 | Капитан                                                   | Майор                                                     | Подполковник                                              | Полковник                                                 | Бригадный генерал                                         | Генерал-майор                                             | Генерал-лейтенант                                         | Генерал-полковник                                         | Фельдмаршал                                               |
| (араб. ملازم ثاني‎)                                        | (араб. ملازم أول‎)                                         | (араб. يوزباشي‎)                                           | (араб. صاغ‎)                                               | (араб. بكباشي‎)                                            | (араб. قائم مقام‎)                                         | (араб. أميرألاي‎)                                          | (араб. لواء‎)                                              | (араб. فريق‎)                                              | (араб. سردار‎)                                             | (араб. مشير‎)                                              |
| Мулазим тани                                              | Мулазим эввель                                            | Юзбаши                                                    | Сагх                                                      | Бекпаши                                                   | Каим макам                                                | Эмир элэй                                                 | Лива                                                      | Фарик                                                     | Сердар                                                    | Мушир                                                     |
| --------------------------------------------------------- | --------------------------------------------------------- | --------------------------------------------------------- | --------------------------------------------------------- | --------------------------------------------------------- | --------------------------------------------------------- | --------------------------------------------------------- | --------------------------------------------------------- | --------------------------------------------------------- | --------------------------------------------------------- | --------------------------------------------------------- |
|                                                           |                                                           |                                                           |                                                           |                                                           |                                                           |                                                           |                                                           |                                                           |                                                           |                                                           |